# Locomotiva DR 56
Le locomotive DR 5620 sono state un numeroso gruppo di locomotive a vapore con tender, a vapore surriscaldato e con motore a 2 cilindri, delle Deutsche Reichsbahn e in seguito delle Deutsche Bundesbahn per servizi merci.

## Storia
Il progetto della locomotiva nasce in Germania, alla fine della prima guerra mondiale, per sopperire alle gravi carenze di locomotive per treni merci conseguenti alla cessione di un gran numero di locomotive, come pagamento dei danni di guerra, alla potenze vincitrici del conflitto. Venne sviluppata una locomotiva di impostazione prussiana che venne inquadrata nel gruppo G8, costruita in due versioni di prova a 3 cilindri e a 2 cilindri; successivamente alla buona riuscita dei collaudi le nuove DR ne proseguirono la costruzione fino al 1928 in numero di ben 851 unità, mentre la versione a 3 cilindri fu prodotta fino a 85 unità. Dopo la seconda guerra mondiale risultarono divise tra le due Germanie e 60 unità rimasero a far servizio fino agli anni settanta nelle Deutsche Reichsbahn, le ferrovie tedesche orientali. Nella rete Deutsche Bundesbahn ne rimasero varie centinaia in servizio fino agli anni sessanta.

## Caratteristiche tecniche
La locomotiva era a vapore surriscaldato, con preriscaldatore Knorr e con alimentazione del forno a carbone; la caldaia era tarata a 14 bar e il motore era a 2 cilindri. Il rodiggio era il comune 1-4-0 con carrello di guida anteriore e 4 assi motori accoppiati; il tender era a tre assi con 20 m³ di acqua e 6 t di carbone. La massa per asse era piuttosto elevata, di 17 t, e ciò le rendeva adatte alle linee principali.
Le varie unità differivano per alcuni particolari, come il doppio duomo, e alcune caratteristiche meccaniche le rendevano atte alla velocità di 75 km/h, mentre tutto il gruppo era previsto per la circolazione a 65 km/h. Erano locomotive di prestazioni di buon livello in grado di trainare 720 t a 25 km/h su rampe del 10 per mille.